# Coelophoris comorensis
Coelophoris comorensis là một loài bướm đêm trong họ Noctuidae.